# Supercoppa UEFA 2015
La Supercoppa UEFA 2015 è stata la quarantesima edizione della Supercoppa UEFA e si è disputata l'11 agosto 2015 allo Stadio Boris Paichadze di Tbilisi, dove si sono affrontati il Barcellona, vincitore della Champions League 2014-2015, ed il Siviglia, vincitore dell'Europa League 2014-2015. Le due squadre si sono incontrate per la seconda volta nella storia della competizione, dopo l'incontro del 2006, in cui vinsero gli andalusi per 3-0. Per il secondo anno consecutivo la partita ha visto affrontarsi due club spagnoli.
L'incontro è stato vinto per 5-4 dal Barcellona, che ha così raggiunto il Milan in testa all'albo d'oro della competizione con cinque trofei conquistati. Questa edizione è quella con più gol segnati: ben nove, primato che resisteva dalla vittoria della Juventus contro il Paris Saint-Germain per 6-1 nella finale di andata dell'edizione 1996.

## Partecipanti
| Squadre    | Qualificazione                                  | Partecipazioni precedenti (il grassetto indica la vittoria) |
| ---------- | ----------------------------------------------- | ----------------------------------------------------------- |
| Barcellona | Vincitore della UEFA Champions League 2014-2015 | 8 (1979, 1982, 1989, 1992, 1997, 2006, 2009, 2011)          |
| Siviglia   | Vincitore della UEFA Europa League 2014-2015    | 3 (2006, 2007, 2014)                                        |

## La partita
A Tbilisi, il Siviglia passa subito in vantaggio con una punizione di Éver Banega, segue la replica pressoché immediata del Barcellona che avanza sul 4-1 con una doppietta di Lionel Messi e le reti di Rafinha e Suárez. Nonostante il punteggio, gli andalusi riescono a rimontare nel giro di venti minuti nel corso della ripresa con le reti di José Antonio Reyes, Kevin Gameiro (su rigore) e di Yevhen Konoplyanka, prolungando la sfida ai tempi supplementari: il Siviglia cade a cinque minuti dal termine dell'extra time a causa di un gol di Pedro.
Il match termina con la vittoria del Barcellona, che solleva per la quinta volta su nove partecipazioni la Supercoppa UEFA, raggiungendo il Milan in cima all'albo d'oro della competizione con cinque successi. Per il Siviglia si tratta, invece, della seconda finale consecutiva persa (la terza persa su quattro edizioni disputate).

## Tabellino
| Arbitro: | William Collum |

|                                                 |           |                                                        |
| Messi 7’, 16’ Rafinha 44’ Suárez 52’ Pedro 115’ | Marcatori | 3’ Banega 57’ Reyes 72’ (rig.) Gameiro 81’ Konopljanka |

| Barcellona | Siviglia |

| P               | 1  | Marc-André ter Stegen |      |     |
| TD              | 6  | Dani Alves            | 120’ |     |
| DC              | 3  | Gerard Piqué          |      |     |
| DC              | 14 | Javier Mascherano     |      | 93’ |
| TS              | 24 | Jérémy Mathieu        | 71’  |     |
| CC              | 4  | Ivan Rakitić          |      |     |
| CC              | 5  | Sergio Busquets       | 117’ |     |
| CC              | 8  | Andrés Iniesta        |      | 63’ |
| AD              | 10 | Lionel Messi          |      |     |
| AC              | 9  | Luis Suárez           |      |     |
| AS              | 12 | Rafinha               |      | 78’ |
| A disposizione: |    |                       |      |     |
| P               | 13 | Claudio Bravo         |      |     |
| D               | 15 | Marc Bartra           |      | 78’ |
| D               | 21 | Adriano               |      |     |
| C               | 20 | Sergi Roberto         |      | 63’ |
| A               | 7  | Pedro                 | 94’  | 93’ |
| A               | 29 | Sandro Ramírez        |      |     |
| A               | 31 | Munir                 |      |     |
| Allenatore:     |    |                       |      |     |
| Luis Enrique    |    |                       |      |     |

| P               | 13 | Beto                |       |     |
| TD              | 23 | Coke                | 87’   |     |
| DC              | 3  | Adil Rami           |       |     |
| DC              | 4  | Grzegorz Krychowiak | 14’   |     |
| DC              | 2  | Benoît Trémoulinas  |       |     |
| MED             | 7  | Michael Krohn-Dehli | 120’  |     |
| MED             | 19 | Éver Banega         | 90+2’ |     |
| ED              | 10 | José Antonio Reyes  |       | 68’ |
| CO              | 8  | Vicente Iborra      |       | 80’ |
| ES              | 20 | Vitolo              |       |     |
| A               | 9  | Kevin Gameiro       |       | 80’ |
| A disposizione: |    |                     |       |     |
| P               | 1  | Sergio Rico         |       |     |
| D               | 25 | Mariano             |       | 80’ |
| C               | 12 | Gaël Kakuta         |       |     |
| C               | 16 | Luismi              |       |     |
| C               | 17 | Denis Suárez        |       |     |
| C               | 22 | Jevhen Konopljanka  |       | 68’ |
| A               | 11 | Ciro Immobile       | 92’   | 80’ |
| Allenatore:     |    |                     |       |     |
| Unai Emery      |    |                     |       |     |